# Pelagius II.
Pelagius II. (narozen asi roku 520 v Římě, zemřel na mor 7. února 590 v Římě) byl papežem katolické církve od 26. listopadu 579 do 7. února 590. Byl zřejmě gótského původu. K nejpalčivějším problémům jeho pontifikátu patřilo vyrovnání se s Langobardy ohrožujícími Řím a epidemií moru. Za jeho vlády se také zhoršily vztahy mezi západní a východní církví.

## Život a vláda
O předchozím životě Pelagia II. není známo příliš informací. Byl synem Góta Vinigilda (někdy psán Wunigild) a narodil se v Římě. Zvolen papežem byl 26. listopadu 579 bez císařova potvrzení. Řím byl právě v obležení Langobardů. Byzantinci ani Frankové nebyli příliš ochotni pomoci.
Ke sporu s Byzantinci také přispěl fakt, že konstantinopolský patriarcha Jan začal používat titul ekumenický patriarcha, proti čemuž se Pelagius II. postavil (a také zakázal).
Liber pontificalis zmiňuje, že řeka Tibera se za Pelagiovy vlády velice rozvodnila a že se papeži podařilo znovu objevit hrob sv. Vavřince.
V té době se španělští Vizigóti obrátili na křesťanskou víru.